# Маніпула

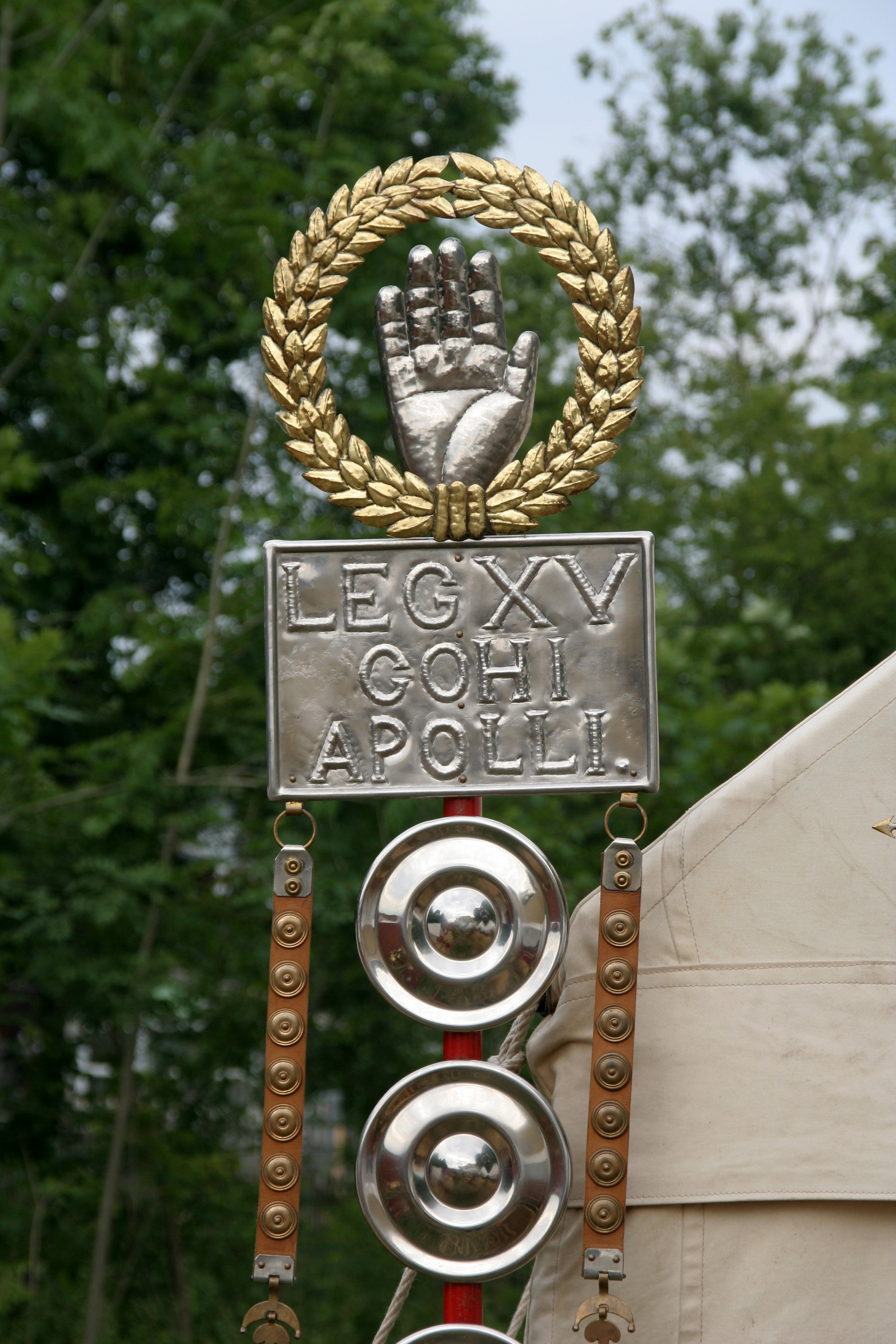
Реконструкція штандарту першої когорти 15-го легіону, присвяченого Аполлону (Legio XV (LEGIO DECIMA QUINTA) Apollinaris)

Мані́пула, також мані́пул (від лат. manipulus — «жменя», «пучок», «горстка») — базовий тактичний підрозділ легіону в період існування маніпулярної тактики, який початково поділявся на 2 центурії.
На бойовому штандарті маніпули (вексилумі) була зображена розгорнута рука (manus).
Чисельність маніпул не була фіксованою, і становила 60-120 чоловік. Наприклад, під час Латинської війни в 340 до н. е. маніпула налічувала 60 солдатів, 2 центуріони і 1 вексилярія.
У лініях маніпули стояли імовірно в колоноподібних шикуваннях, a безпосередньо перед боєм розгортались, утворюючи суцільний фронт, який надавав перевагу не тільки в ближньому, але й в метальному бою. На користь колоноподібного строю маніпул свідчать зокрема повідомлення Тита Лівія про клини, або ж колони, які використовувались для швидкого руху чи атаки противника, який втратив стрій.
Члени маніпули, яких військові випробування робили «братами по зброї», називалися команіпуларами (лат. commanipulares, однина commanipularis). Вони на відміну від солдатів контубернію, який був найменшим військовим підрозділом, не обов'язково жили в одному наметі чи казармі.